# Harrisimemna marmorata
Harrisimemna marmorata là một loài bướm đêm trong họ Noctuidae.